# Тюрингенгаузен
Тюрінгенгаузен (нім. Thüringenhausen) — громада в Німеччині, розташована в землі Тюрингія. Входить до складу району Киффгойзер.
Площа — 3,79 км2. Населення становить Невірний параметр metadata 16 065 072 ос. (станом на 31 грудня 2021).